# العشة (عمران)
العشة هي مدينة ومركز مديرية العشة بمحافظة عمران اليمنية، بلغ تعداد سكانها 1159 نسمة حسب الإحصاء الذي أجري عام 2004.